# Sibutad
Sibutad ist eine philippinische Stadtgemeinde in der Provinz Zamboanga del Norte. Sie hat 17.645 Einwohner (Zensus 1. August 2015).

## Baranggays
Sibutad ist politisch in 16 Baranggays unterteilt.
- Bagacay
- Calilic
- Calube
- Delapa
- Kanim
- Libay
- Magsaysay
- Marapong
- Minlasag
- Oyan
- Panganuran
- Poblacion (Sibutad)
- Sawang
- Sibuloc
- Sinipay
- Sipaloc

## Söhne und Töchter
- Severo Caermare (* 1969), Bischof von Dipolog